# Rachel Morrison
Rachel Morrison (* 27. April 1978 in Massachusetts) ist eine US-amerikanische Kamerafrau und Filmregisseurin.

## Leben
Rachel Morrison wuchs in Cambridge im US-Bundesstaat Massachusetts auf und machte 1996 einen Abschluss an der Concord Academy. Später belegte sie einen Doppelstudiengang an der New York University, an dessen Ende sie sich für die Arbeit hinter der Kamera entschied. Sie schloss ihr Studium 2006 mit einem Master of Fine Arts ab und begann ihre Karriere beim Fernsehen.
Bei dem Independent-Film Palo Alto, CA von Brad Leong, der 2007 veröffentlicht wurde, fungierte Morrison erstmals als Kamerafrau bei einem Spielfilm. Im Januar 2013 wurde von Ryan Coogler beim Sundance Film Festival der Film Nächster Halt: Fruitvale Station vorgestellt, ebenfalls mit Morrison hinter der Kamera. 2014 folgten Arbeiten für Cake von Daniel Barnz. Mit Rick Famuyiwa drehte sie im darauffolgenden Jahr den Film Dope, der ebenfalls beim Sundance Film Festival seine Premiere feierte.
Im Jahr führte 2015 führte Morrison bei einer Folge der Fernsehserie Quantico erstmals Regie. Zwischen 2015 und 2016 war sie für zwei Folgen als Regisseurin der Serie American Crime verantwortlich. 2017 stellte Dee Rees ihren Film Mudbound bei Sundance Film Festival vor, bei dem Morrison wieder als Kamerafrau gearbeitet hatte. 2018 wurde sie für diese Arbeit als erste Frau in der Geschichte der Oscars in der Kategorie Beste Kamera für einen Preis nominiert.
Morrisons Regiedebüt The Fire Inside, für das Barry Jenkins das Drehbuch schrieb, feierte im September 2024 beim Toronto International Film Festival seine Premiere. 
Morrison lebt gemeinsam mit ihrer Ehefrau Rachel in Los Angeles und wurde im Jahr 2015 Mutter eines Sohnes.

## Filmografie (Auswahl)
- 2011: Sound of My Voice
- 2011: L.A. Love Story – Verliebt in Los Angeles (Dorfman in Love)
- 2012: Any Day Now
- 2013: Nächster Halt: Fruitvale Station (Fruitvale Station)
- 2013: The Harvest
- 2013: Accidents – Totgeschwiegen (Little Accidents)
- 2014: Cake
- 2015: Dope
- 2016: Auf Treu und Glauben (Confirmation, Fernsehfilm)
- 2017: Mudbound
- 2018: Black Panther
- 2019: Jean Seberg – Against all Enemies (Seberg)
- 2020: Homemade (Fernsehserie: Folge: Die Glücklichen)
- 2022: They Call Me Magic (Fernsehserie, 4 Folgen)
- 2023: Play is your superpower
- 2024: The Fire Inside (Regie)

## Auszeichnungen (Auswahl)
American Society of Cinematographers Awards
- 2018: Nominierung als Bester Film – Theatrical Release (Mudbound)[3]

Critics’ Choice Movie Awards
- 2018: Nominierung für die Beste Kamera (Mudbound)[4]
- 2019: Nominierung für die Beste Kamera (Black Panther)

Emmy
- 2016: Nominierung in der Kategorie Outstanding Cinematography for a Nonfiction Program (What Happened, Miss Simone?)

Los Angeles Online Film Critics Society Award
- 2018: Nominierung für die Beste Kamera (Mudbound)[5]

New York Film Critics Circle Awards
- 2017: Auszeichnung für die Beste Kamera (Mudbound)[6]

Oscar
- 2018: Nominierung für die Beste Kamera (Mudbound)

Santa Barbara International Film Festival
- 2018: Auszeichnung für die Beste Kamera (Mudbound)[7]

Women in Film Crystal Awards
- 2013: Auszeichnung mit dem Kodak Vision Award